# Ludwig Kurz
Ludwig Friedrich Kurz (Aarau, 29 april 1819 - Aarau, 8 februari 1901) was een Zwitsers politicus.
Kurz was na zijn universitaire studie van 1851 tot 1858 secretaris van de Grote Raad van Bern. Na de verkiezingsoverwinning van de Radicale Partij in 1858, zat Kurz als enige conservatief in de Regeringsraad van het kanton Bern. Van 1858 tot 1870 beheerde hij het departement van Binnenlandse Zaken en daarna tot 1878 het departement Financiën.
Kurz was van 1 juni 1869 tot 31 mei 1870 voorzitter van de Regeringsraad (dat wil zeggen regeringsleider) van het kanton Bern).
Kurz trad als gevolg van de staatscrisis in Bern van 1878 af. Van 1878 tot 1882 was hij opnieuw secretaris van de Grote Raad.
Ludwig Kurz overleed op 81-jarige leeftijd.